# Jeleniowo (Braniewo)
Jeleniowo (deutsch Hirschfeld) war ein Ort in der polnischen Woiwodschaft Ermland-Masuren. Seine Ortsstelle befindet sich im Bereich der Gmina Braniewo (Landgemeinde Braunsberg) im Powiat Braniewski (Kreis Braunsberg).
Die Ortsstelle von Jeleniowo liegt im Nordwesten der Woiwodschaft Ermland-Masuren, neun Kilometer südöstlich der Kreisstadt Braniewo (Braunsberg).
Der kleine Gutsort Hirschfeld kam 1874 zum neu errichteten Amtsbezirk Schalmey (polnisch Szalmia) im ostpreußischen Kreis Braunsberg, Regierungsbezirk Königsberg. Im Jahre 1910 zählte der Gutsbezirk Hirschfeld 27 Einwohner.
Am 30. September 1928 verlor Hirschfeld seine Eigenständigkeit und wurde mit dem Nachbarort Anticken (polnisch Antyki) in die Landgemeinde Mertensdorf (Marcinkowo) eingegliedert.
Aufgrund der Abtretung des gesamten südlichen Ostpreußen 1945 in Kriegsfolge an Polen erhielt Hirschfeld die polnische Namensform „Jeleniowo“. Doch findet der Ort schon bald keine offizielle Nennung mehr. Er gilt heute als untergegangen. Seine Ortsstelle liegt innerhalb der Gmina Braniewo im Powiat Braniewski, von 1975 bis 1998 der Woiwodschaft Elbląg, seither der Woiwodschaft Ermland-Masuren zugehörig.
Bis 1945 war Hirschfeld in die römisch-katholische Pfarrei Schalmey (Szalmia) im damaligen Bistum Ermland eingegliedert und gehörte außerdem zur evangelischen Kirche in Lindenau (Lipowina) in der Kirchenprovinz Ostpreußen der Kirche der Altpreußischen Union.
Die Ortsstelle Jenleniowos resp. Hirschfelds liegt an einem Landweg, der von Marcinkowo (Mertensdorf) nach Szyleny-Osada (Schillgehnen) bzw. Rydzówka führt.